# Волшебники из Вэйверли Плэйс (сезон 2)
Второй сезон телесериала Волшебники из Вэйверли Плэйс, демонстрируемый на канале Disney Channel с 12 сентября 2008 по 21 августа 2009 года.
Сезон крутится вокруг детей Руссо: Алекс (Селена Гомес), братьев Джастина (Дэвид Генри) и Макса (Джейк Ти Остин) за право стать единственным волшебником в своей семье. Главные роли исполняют Мария Кэнелс-Баррера и Дэвид Делуиз в роли родителей и Дженнифер Стоун в роли Харпер Финкл, лучшей подруги Алекс.
Среди приглашенных звёзд: Аманда Тепе, Скайлер Сэмюэлс, Билл Чотт, Дэрил Сабара, Брайан Кубач, Шейн Лионс, Эрик Аллан Крамер, Челси Стауб, Сара Пэкстон, Джулиа Браун и Джефф Гарлин.

## Производство
Сериал написан и отснят исполнительным продюсером Тоддом Дж. Гринуолдом после работы над первым сезоном сериала Ханна Монтана. Продюсерскими компаниями выступили It's a Laugh Productions and Disney Channel Original Productions. Начальная песня «Everything Is Not What It Seems», написанная Джоном Адэр и Стивом Хэмптоном, относится к техно-поп стилю. Её исполняет Селена Гомес. Сериал снимался в Hollywood Center Studios в Голливуде, штат Калифорния.

## Эпизоды
- Этот сезон состоит из 30 серии.
- Джейк Т. Остин отсутствует в одном эпизоде.
- Дженнифер Стоун отсутствует в трех эпизодах.
- Дэвид Делуиз отсутствует в пяти эпизодах.
- Мария Кэнелс-Баррера отсутствует в семи эпизодах.

| № общий | № в сезоне | Название                                                    | Режиссёр         | Автор сценария                | Дата премьеры    | Произв. код | Зрители в США (млн) |
| --- | ---------- | ----------------------------------------------------------- | ---------------- | ----------------------------- | ---------------- | ----------- | ------------------- |
| 22 | 1          | «Smarty Pants» «Умные штаны»                                | Виктор Гонсалес  | Тодд Дж. Гринуолд             | 12 сентября 2008 | 201         | 4.8                 |
| Алекс собирается участвовать в школьной викторине, и чтобы стать умной, надевает умные штаны, которые тайком крадет у Джастина. Но Харпер обижается на Алекс, потому что она крадет её славу. Тем временем, Макс вместе со своим другом продают воду из под фонтана. Отсутствует в эпизоде: Дэвид Делуиз как Джерри Руссо Приглашенные звезды: Даниэль Симонас как Дин Мориарти, Энди Преша как Альфред, Билл Скотт как Мистер Ларитейт Созвезды: Вероника Сиктос as Нелли Родригес, Дан Бинсон как Зик, Зак Шэда как Джоуи, Гэри Оуэнс как Аларм Клок (голос) Примечания: Имя нового парня Алекс, Дин Мориарти, а в конце сезона Алекс называет его уже Дин Малон. Волшебные предметы: Умные штаны — придают человеку самый умный интеллект. Скоростная куртка — придает сверхзвуковую скорость. Ночной колпак — надевший его, сразу засыпает. |            |                                                             |                  |                               |                  |             |                     |
| 23 | 2          | «Beware Wolf» «Осторожно, оборотень»                        | Виктор Гонсалес  | Винс Чунг и Бен Монтанио      | 21 сентября 2008 | 202         | 4.0                 |
| Джастин стал встречаться с девушкой, Изабелло, с которой познакомился в Чудо-Нете. Алекс, считает, что с ней что-то не так. Оказывается, что она девушка-оборотень. Когда Джастин целует её, то сам превращается в оборотня. А Макс вместе со своим другом начинает выгуливать собак, чтобы заработать побольше денег и купить пластиковые стаканчики на веревочках. Отсутствует в эпизоде: Дженнифер Стоун как Харпер Финкл Приглашенные звезды: Сара Рамос как Изабелла, Энди Пеша как Альфред Созвезды: Ренна Найтингейл a Centaur Girl, Даниэлле О’Лохин Older Woman Волшебные предметы: Оборотень (монстр) Примечания: Чудо-Нет (Интернет) — пародия на Facebook или MySpace. Алекс также говорит, что Джастин уже встречался с девушкой-кентавром. |            |                                                             |                  |                               |                  |             |                     |
| 24 | 3          | «Graphic Novel» «Графический роман»                         | Марк Цендровски  | Джиджи МакКрири и Перри Рейн  | 5 октября 2008   | 203         | 3.9                 |
| Заполучив тетрадь Алекс с её личными записями, Макс и Джастин отправляются школу. Там дневник их сестры оказывается в руках её постоянной соперницы. Запаниковав, мальчики обращаются к волшебству. Алекс становится известно об их проступке. Вместе с провинившимися братьями она отправляется в мир своих фантазий, чтобы прогнать оттуда хитрую Джиджи. Отсутствуют в эпизоде: Дэвид Делуиз как Джерри Руссо и Мария Кэнелс-Беррера как Тереза Руссо Приглашенные звезды: Даниэль Симонас как Дин Мориарти and Скайлер Самуэлс как Джиджи Созвезды: Эйприл Аудия как мишка Алекс, Хордан Кэролл как Энди, Лили Ишида как Лаура, Келси Сандерс как Ваннаб #1, Хетер Трейза как Ваннаб #2, Зак Шэда как Джоуи Примечания: В этом эпизоде Алекс рассказывает, что она не пойдет на впускной бал, если там будут зомби (но в 30, последней серии сезона 2 она сама организовывает бал зомби) Заклинания: Литеррариум Террариум — телепортирует человека в книгу Книгус Гарчицус — выдуманное заклинание Макса, в котором, по его словам, книга превращается в горчицу. Волшебные предметы: Альбом Алекс — магический журнал Алекс, в котором она хранит все свои секреты. С помощью заклинания «Литеррариум Террариум» человека можно перенести в её журнал. |            |                                                             |                  |                               |                  |             |                     |
| 25 | 4          | «Racing» «Гонки»                                            | Виктор Гонсалес  | Жюстин Бейтман                | 12 октября 2008  | 204         | 4.3                 |
| Алекс знакомится с парнем по имени Дин, главное увлечение которого – автомобили. Алекс добивается разрешения отца, чтобы её новый приятель починил их старую машину. Дин отлично справился и даже подготовил авто к участию в гонках. |            |                                                             |                  |                               |                  |             |                     |
| 26 | 5          | «Alex's Brother, Maximan» «Брат Алекс — Максимен»           | Виктор Гонсалес  | Мэтт Голдман                  | 19 октября 2008  | 205         | N/A                 |
| Дин приглашает Алекс кататься на коньках, Харпер пытается этому помешать. Отец пытается сделать из детей команду, а Макс хочет спасти ресторан от грабителя. |            |                                                             |                  |                               |                  |             |                     |
| 27 | 6          | «Saving WizTech Part 1» «Случай в школе Волшебников, ч. 1»  | Роберт Берлингер | Питер Муррьета                | 26 октября 2008  | 208         | 4.5                 |
| В школе Волшебников гора пластмассовых шариков, поэтому ученики перебираются в дом Руссо. Алекс знакомится с парнем, отец которого злой. Джастин пытается вернуть учеников в школу |            |                                                             |                  |                               |                  |             |                     |
| 28 | 7          | «Saving WizTech Part 2» «Случай в школе Волшебников, ч. 2»  | Роберт Берлингер | Винс Чунг и Бен Монтанио      | 26 октября 2008  | 209         | 4.9                 |
| Алекс расстается с Дином и уходит в школу вместе с новый парнем. Он пытается сделать Алекс злой и захватить школу. |            |                                                             |                  |                               |                  |             |                     |
| 29 | 8          | «Harper Knows» «Харпер знает»                               | Виктор Гонсалес  | Джиджи МакКрири и Перри Рейн  | 23 ноября 2008   | 206         | 4.6                 |
| Руссо идут на карнавал, чтобы защитить тайну волшебников. Алекс попадает в трудное положение, чтобы сохранить дружбу с Харпер, ей придется рассказать свою тайну. |            |                                                             |                  |                               |                  |             |                     |
| 30 | 9          | «Taxi Dance» «Живое такси»                                  | Марк Цендровски  | Питер Муррьета                | 7 декабря 2008   | 207         | N/A                 |
| Алекс оживляет такси, в котором родилась. |            |                                                             |                  |                               |                  |             |                     |
| 31 | 10         | «Baby Cupid» «Купидон»                                      | Роберт Берлингер | Винс Чунг и Бен Монтанио      | 14 декабря 2008  | 210         | 4.1                 |
| Родители ссорятся из-за шалостей с магией, поэтому Алекс вызывает купидона, чтобы помирить родителей. |            |                                                             |                  |                               |                  |             |                     |
| 32 | 11         | «Make It Happen» «Выбор профессии»                          | Боб Коэр         | Джастин Варава                | 1 января 2009    | 211         | N/A                 |
| Макс, Алекс и Джастин должны выбрать себе будущую профессию. Из-за того что двое из них потеряют волшебную силу и станут обычными людьми, им нужна профессия. Алекс и Джастин хотят создать РОК-группу, а Макс хочет стать иллюзионистом. |            |                                                             |                  |                               |                  |             |                     |
| 33 | 12         | «Fairy Tale» «Сказка»                                       | Боб Коэр         | Джиджи МакКрири и Перри Рейн  | 25 января 2009   | 213         | N/A                 |
| Алекс приходиться участвовать в постановке школьного спектакля, которой ставит Джастин. Играть Фею она не хочет, поэтому вызывает настоящую Фею. |            |                                                             |                  |                               |                  |             |                     |
| 34 | 13         | «Fashion Week» «Неделя Моды в Нью-Йорке»                    | Виктор Гонсалес  | Тодд Дж. Гринуолд             | 15 февраля 2009  | 215         | 3.9                 |
| Харпер доверяют эксклюзивное платье, но Алекс портит его. Ей нужно все исправить, чтобы не разрушить карьеру Харпер. В это время Джастин и Зик пытаются познакомиться с моделями. |            |                                                             |                  |                               |                  |             |                     |
| 35 | 14         | «Helping Hand» «Рука помощи»                                | Боб Коэр         | Джей Бакстер и Шон Закен      | 16 февраля 2009  | 217         | 4.5                 |
| Джастин изобретает новое заклинание, поэтому все домашние дела ложатся на плечи Алекс. Она собирается на секретный показ фильма ужасов, и уборку нужно закончить во время. Джастин изобретает руку помощи для занятых волшебников. Алекс пользуется этой рукой… |            |                                                             |                  |                               |                  |             |                     |
| 36 | 15         | «Art Teacher» «Уроки рисования»                             | Виктор Гонсалес  | Тодд Дж. Гринуолд             | 1 марта 2009     | 214         | 4.1                 |
| Учительница по рисованию оказывается заколдованной 16-летней девочкой. Алекс приходится её расколдовать, а значит, что в школе больше нет учительницы по рисованию. Директор решает закрыть уроки. А Макс тем временем притворяется, что у него особый вид дальтонизма - монооранжеус. Тогда его навестить приходят актер Дуэйн "Скала" Джонсон и волейболистка Мисти Мэй-Трейнор. Но Джастин разоблачает Макса... |            |                                                             |                  |                               |                  |             |                     |
| 37 | 16         | «Future Harper» «Гостья из будущего»                        | Боб Коэр         | Мэтт Голдман и Питер Муррьета | 15 марта 2009    | 212         | 4.1                 |
| Харпер читает книги, в которых описываются приключения Руссо. Джастин решает отправиться к писательнице. Оказывается, что она прилетела из будущего. |            |                                                             |                  |                               |                  |             |                     |
| 38 | 17         | «Alex Does Good» «Алекс делает добро»                       | Гай Дистад       | Винс Чунг и Бен Монтанио      | 5 апреля 2009    | 219         | 2.8                 |
| У Макса первое свидание, а Алекс вступает в «клуб помощи», чтобы не вылететь из школы. Она понимает, что там люди не помогают, а делают какие-то мелочи, которые нормальны в повседневной жизни. И все ради награды. |            |                                                             |                  |                               |                  |             |                     |
| 39 | 18         | «Hugh's Not Normous» «Великаны»                             | Кен Цейзлер      | Джастин Варава                | 12 апреля 2009   | 216         | 3.2                 |
| Хью Великан узнает, что он приемный ребёнок и убегает из дома. Алекс скрывает его в своей комнате, а затем пытается найти его настоящих родителей. |            |                                                             |                  |                               |                  |             |                     |
| 40 | 19         | «Don't Rain on Justin's Parade – Earth» «День профессий»    | Боб Коэр         | Ричард Гудман                 | 19 апреля 2009   | 227         | 3.7                 |
| В школе день профессий. Джастин знакомится с метеорологом, который на гране увольнения. Он меняет погоду, чтобы помочь ему. Макс находит полицейского-певца, а Алекс становиться заместителем директора. |            |                                                             |                  |                               |                  |             |                     |
| 41 | 20         | «Family Game Night» «Обмен телами»                          | Боб Коэр         | Джиджи МакКрири и Перри Рейн  | 26 апреля 2009   | 218         | N/A                 |
| Алекс нужно написать эссе, к которому она не готова. Поэтому она меняется с Харпер телами. Но вернуться обратно стало большой проблемой! А у Джастина появляется новая девушка; чтобы с ней поссориться он приводит её на семейный ужин с шарадами. |            |                                                             |                  |                               |                  |             |                     |
| 42 | 21         | «Justin's New Girlfriend» «Немое кино»                      | Виктор Гонсалес  | Ричард Гудман                 | 2 мая 2009       | 221         | N/A                 |
| Харпер и Джастин находят общее увлечение — всю неделю в городе показывают немое кино. Теперь они гуляют вместе, что очень не нравится Алекс. А родители в это время меняются местами на работе. |            |                                                             |                  |                               |                  |             |                     |
| 43 | 22         | «My Tutor, Tutor» «Гувернантка»                             | Дэвид Делуиз     | Винс Чунг и Бен Монтанио      | 29 мая 2009      | 226         | N/A                 |
| Чтобы сдать экзамен, Максу нужен гувернер. К сожалению, гувернантка понравилась Джастину и Алекс. Теперь они делают все, чтобы проводить время вместе. |            |                                                             |                  |                               |                  |             |                     |
| 44 | 23         | «Paint By Committee» «Фреска»                               | Боб Коэр         | Питер Дирксен                 | 26 июня 2009     | 229         | 6.0                 |
| Макс снимает видеоклипы, чтобы прославиться в интернете. А Алекс поручили нарисовать фреску на школьной стене. |            |                                                             |                  |                               |                  |             |                     |
| 45 | 24         | «Wizard for a Day» «Шляпа Мерлина»                          | Боб Коэр         | Джастин Варава                | 10 июля 2009     | 230         | N/A                 |
| У папы день рождения. Дети борются за лучший подарок, поэтому Алекс достает шляпу Мерлина. Она дает безграничную власть на целый день. |            |                                                             |                  |                               |                  |             |                     |
| 46 | 25         | «Cast-Away (To Another Show)» «На палубе»                   | Виктор Гонсалес  | Питер Муррьета                | 17 июля 2009     | 220         | 9.3                 |
| Джастин пишет эссе и выигрывает поездку для всей семьи на корабле «ТипТон». Джастин хочет познакомиться с Лондон ТипТон. Харпер, которую Алекс протащила тайком на корабль, исполняет роль Алекс в классе и знакомиться с местным умником Коди Мартином. А Макс устроил состязания с Заком Мартином. |            |                                                             |                  |                               |                  |             |                     |
| 47 | 26         | «Wizards vs. Vampires on Waverly Place» «Ромео и Джульетта» | Виктор Гонсалес  | Питер Муррьета                | 24 июля 2009     | 223         | 5.0                 |
| Джастин влюбляется в девушку по имени Джульетта в новом ресторане, который отбил всех клиентов у семьи Руссо. Оказывается, что этим рестораном владеет семья вампиров. |            |                                                             |                  |                               |                  |             |                     |
| 48 | 27         | «Wizards vs. Vampires: Tasty Bites» «Здоровое питание»      | Марк Цендровски  | Джастин Варава                | 31 июля 2009     | 224         | 4.8                 |
| Джульетта приходит на семейный ужин Руссо и говорит, что их семья придерживается здоровой еды. Тогда мама решает перейти на здоровую пищу. |            |                                                             |                  |                               |                  |             |                     |
| 49 | 28         | «Wizards vs. Vampires: Dream Date» «Первая любовь»          | Боб Коэр         | Джиджи МакКрири и Перри Рейн  | 7 августа 2009   | 225         | 5.0                 |
| Дин уехал, поэтому Алекс вызывает у него романтические сны. Он возвращается к ней, но все не так, как она хотела. В это время Джульетта приглашает Джастина провести с её семьей лето. |            |                                                             |                  |                               |                  |             |                     |
| 50 | 29         | «Wizards and Vampires vs. Zombies» «Антибал»                | Виктор Гонсалес  | Джиджи МакКрири и Перри Рейн  | 8 августа 2009   | 228         | N/A                 |
| Джастин приглашает Джульетту на школьный бал, но она слишком много балов посетила. Ему нужно сделать вечер незабываемым. А Алекс устраивает антибал — Бал Зомби! И просит Макса разослать приглашения. Но он отправляет их настоящим зомби… |            |                                                             |                  |                               |                  |             |                     |
| 51 | 30         | «Retest» «Переэкзаменовка»                                  | Виктор Гонсалес  | Тодд Дж. Гринуолд             | 21 августа 2009  | 222         | 3.9                 |
| Оказывается, что у папы есть не только брат, но и сестра. И им всем снова нужно пройти экзамен на волшебную силу, иначе вся семья Руссо навеки потеряет волшебную силу! |            |                                                             |                  |                               |                  |             |                     |

## Русский дубляж

### Главные персонажи
- Алекс — Эльвира Ишмуратова
- Джастин — Андрей Лёвин
- Макс — Иван Чабан
- Тереза — Регина Щукина
- Джерри — Олег Куликович
- Харпер — Лана Слуцкая

### Второстепенные персонажи
- Дин — Антон Денисов (22, 24)
- Джоуи — Глеб Гаврилов (22, 24)
- Мистер Ларитейт — Вадим Гущин (22)
- Зик — Иван Григорьев (22)
- Изабелла — Варвара Чабан (23)
- Лора — Марьяна Мокшина (24)